# Cattolica
Cattolica är en stad och kommun sedan 1896 i provinsen Rimini i regionen Emilia Romagna på norra delen av italienska östkusten mot Adriatiska havet. Kommunen hade 17 143 invånare (2018).
Arkeologiska fynd har visat att staden anlades redan på romartiden.
Sedan första världskrigets slut har turismen varit den viktigaste inkomstkällan för stadens invånare.

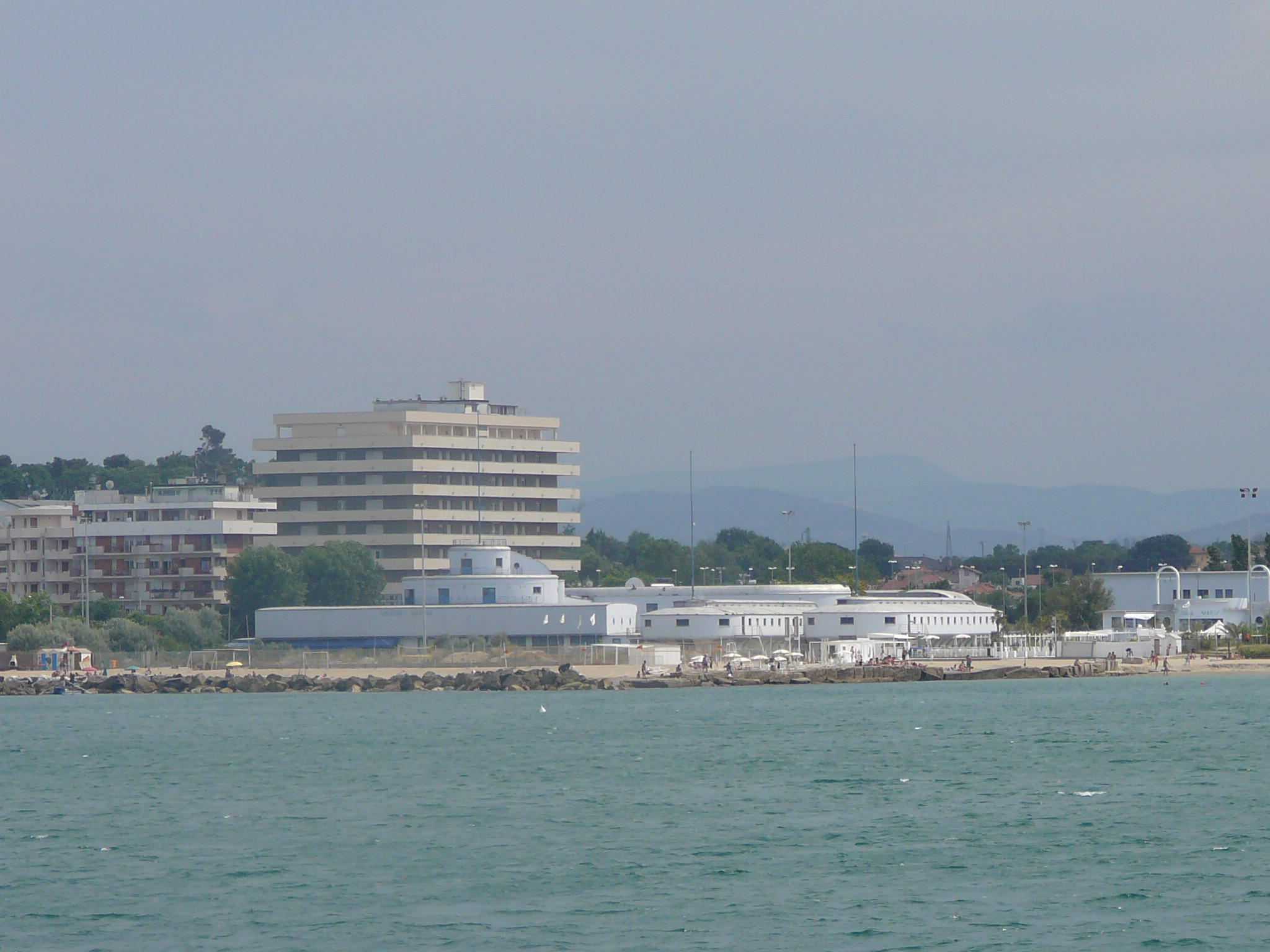
Aquris Le Navi i Cattloica